# Саботаж (фильм, 1996)
Саботаж (англ. Sabotage) — фильм 1996 года режиссёра Тибора Такача. В главных ролях — Марк Дакаскос и Кэрри-Энн Мосс.

## Сюжет
1993 год, Босния. Морской пехотинец Майкл Бишоп (Марк Дакаскос) участвует в операции по спасению заложников под руководством агента ЦРУ Толландера (Грэм Грин), оказавшейся ловушкой. Получив 7 ранений от руки профессионального убийцы по имени Шервуд (Тони Тодд), Бишоп чудом остаётся жив. Его обвиняют в провале операции и с позором увольняют из армии.
1996 год, США, Балтимор. Семья бизнесмена, в которой Бишоп только что устроился работать телохранителем по рекомендации своего прежнего наставника, профессора Фоллефанта (Джон Невилл), погибает от пуль снайпера. Расследование поручено спецагенту ФБР Луис Касл (Кэрри-Энн Мосс). С её помощью Бишоп выясняет, что убийца — Шервуд. Объединившись, Бишоп и Касл вступают в смертельную схватку с суперкиллером и теми, кто за ним стоит.

## В ролях
- Марк Дакаскос — Майкл Бишоп
- Кэрри-Энн Мосс — Луис Касл
- Грэм Грин — Толландер
- Тони Тодд — Шервуд
- Джон Невилл — Фоллефант